# Шаховски клуб Црвена звезда
Шаховски клуб Црвена звезда је српски шаховски клуб. Члан је СД Црвена звезда скоро од оснивања, тачније од 27. априла 1945. године. Клуб од 2000. до 2012. није имао активности, а 6. јула 2012. рад клуба је обновљен. Председник шаховског клуба је Александар Срећковић.

## Историја
ШК Црвена звезда оставио је значајан траг у југословенском шаху. Од 1946. до 1950. године испред имена Црвена звезда носио је и назив БУШК (Београдски универзитетски шаховски клуб) и “Видмар” у знак сећања на првог југословенског велемајстора др Милана Видмара старијег (1885-1962), који је и радио при Спортском друштву Црвена звезда.
У својој историји Звездин мушки шаховски клуб освојио је 10 титула екипних Првака државе и 8 пута Куп, док су шахисткиње освојиле Куп Југославије два пута.
Славу клуба проносила су највећа имена овог спорта: Љубомир Љубојевић, Бора Ивков, Александар Матановић, Светозар Глигорић, Стефан Ђурић, Зденко Крнић, Слободан Мартиновић, Вера Недељковић, Катарина Јовановић, Гордана Марковић.
Борислав Ивков је 1951. године постао Омладински шампион света, Мирољуб Лазић је 1979. године тријумфовао на Првом пионирском шампионату света, Виолета Тодоровић је 1990. године освојила треће место на Кадетском првенству света, а Наташа Бојковић је 1991. године постала Омладинска првакиња света.
Шахисти Звезде освојили су 14 медаља на Шаховским олимпијадама, 8 медаља на Првенствима Европе, а постигнуто је и прегршт успеха на разним међународним такмичењима.

## Успеси

#### Екипни прваци Југославије
шахисти:
- Прваци Југославије (10): 1947, 1948, 1950, 1967, 1968, 1970, 1975, 1976, 1977, 1981
- Победници купа Југославије (8): 1966, 1969, 1970, 1972, 1973, 1975, 1976, 1986

шахисткиње:
- Прваци Југославије (2): 2023, 2024

- Победнице купа Југославије (2): 1983, 1992

#### Појединачни прваци Југославије
- 1947. године - Бора Ивков, омладинци;
- 1948. године - Александар Матановић, омладинци;
- 1950. године - Вера Недељковић;
- 1951. године - Вера Недељковић;
- 1952. године - Вера Недељковић;
- 1953. године - Вера Недељковић;
- 1954. године - Драгољуб Ћирић, омладинци ;
- 1958. године - Вера Недељковић; Бора Ивков;
- 1961. године - Катарина Јовановић;
- 1962. године - Александар Матановић;
- 1963. године - Бора Ивков; Срђан Цветковић, омладинци;
- 1965. године - Вера Недељковић; Момчило Деспотовић, омладинци;
- 1968. године - Боривоје Вујачић, омладинци; Љубомир Љубојевић, омладинци;
- 1969. године - Ружица Јовановић; Александар Матановић;
- 1971. године - Катарина Јовановић;
- 1972. године - Бора Ивков;
- 1974. године - Катарина Јовановић;
- 1977. године - Гордана Марковић; Љубомир Љубојевић;
- 1978. године - Александар Матановић;
- 1979. године - Бранко Дамљановић, омладинци;
- 1981. године - Гордана Марковић;
- 1982. године - Љубомир Љубојевић;